# 西田創
西田 創（にしだ つくる、1983年4月17日 - ）は、日本の元ラグビー選手。東福岡高校時代に全国大会準優勝。立教大学では主将を務め、同校初のトップリーグ選手となる。NECグリーンロケッツで10年間プレー。2016年から2020年まで立教大学ラグビー部のヘッドコーチを務める。同年にB.LEAGUE 福島ファイヤーボンズの代表取締役副社長、翌2021年に同代表取締役社長に就任。2023年にB.LEAGUE理事に就任。

## プロフィール
- 福岡県出身[2]。
- ポジションはスクラムハーフ(SH)。
- 身長 169cm、体重 77kg
- ニックネームはつくる。
- 城南中学校
- 東福岡高校
- 立教大学
- NECグリーンロケッツ
- 立教大学ヘッドコーチ
- 株式会社識学
- 福島ファイヤーボンズ

。
- 弟の剛もラグビー選手（早稲田大学卒　現・神奈川タマリバクラブ）[4]

## 略歴
2002年、東福岡高校卒業後、立教大学に入学する。立教大学で4年生の時、立教大学ラグビー部の主将に就任し、関東大学ラグビー対抗戦Aで青山学院大学に勝利。同校から初めて学生代表に選抜され韓国遠征に参加。
2006年、立教大学卒業後、NECグリーンロケッツに加入。
2007年11月18日に行われたジャパンラグビートップリーグ第4節の三菱重工相模原ダイナボアーズ戦に途中出場で公式戦初出場を果たす。 
2008年ラグビー日本選手権ベスト4。
2009年ラグビー日本選手権ベスト4。
2010年ラグビー日本選手権ベスト4。
2011年ラグビー日本選手権ベスト4。
ジャパンラグビートップリーグ第3位。
トップリーグXVに選出。
2016年、現役を引退した。トップリーグ通算51試合出場。
2016年、立教大学ラグビー部のヘッドコーチに就任。関東大学ラグビー対抗戦B優勝。
2019年、関東大学ラグビー対抗戦AB入替戦に勝利し対抗戦Aへ昇格
2020年、関東大学ラグビー対抗戦Aで15年ぶりの勝利をあげ、同校ヘッドコーチ退任。
2020年、B.LEAGUE 福島ファイヤーボンズの代表取締役副社長に就任。
2021年5月、同代表取締役社長に就任。
2023年9月、B.LEAGUE理事に就任